# Via Domitiana
Via Domitiana var en romersk väg som gick mellan via Appia (Sinuessa) och Puteoli. Kejsar Domitianus lät 95 e.Kr. bygga vägen, som har fått namn efter honom.

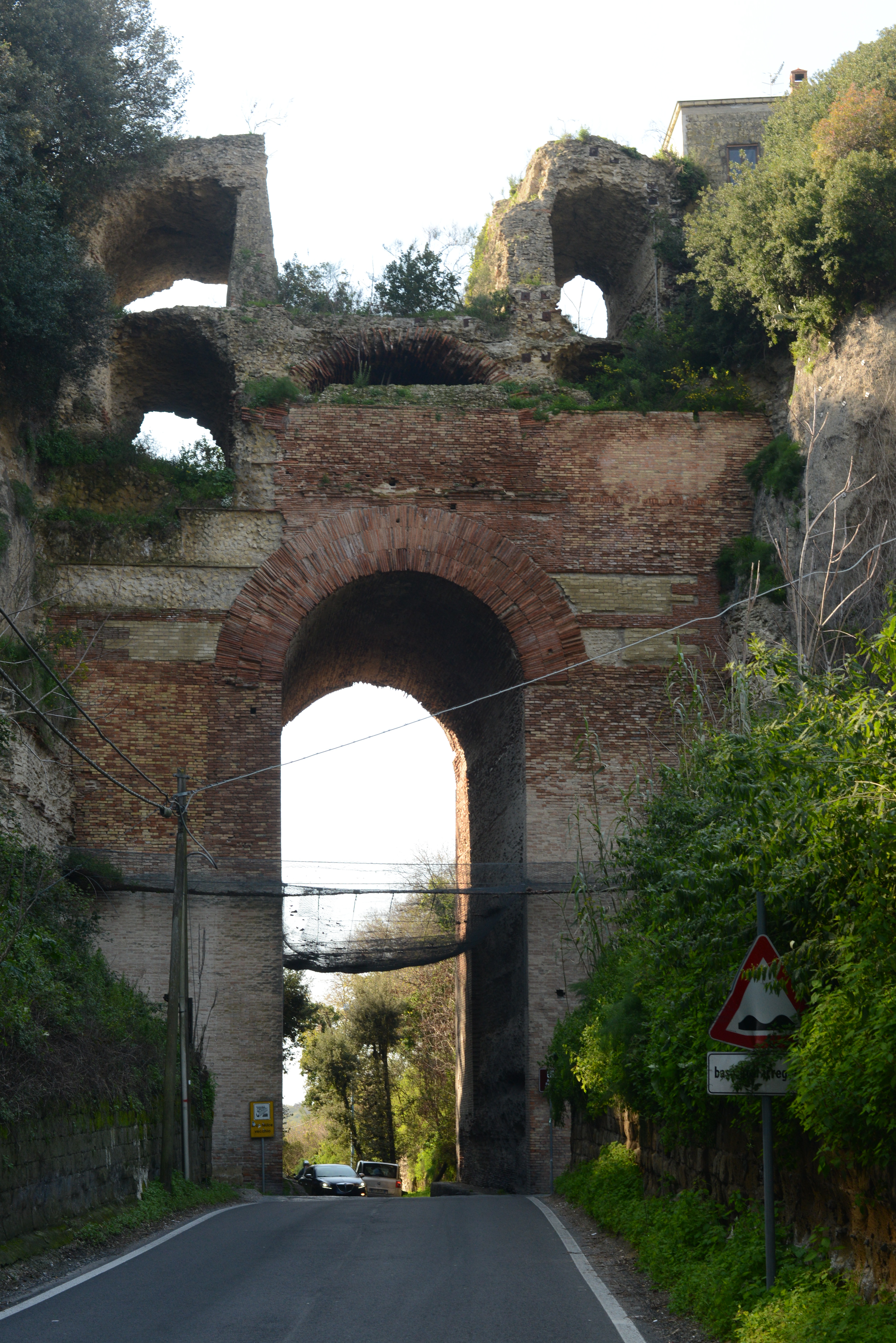
Via Domitiana går genom Arco Felice i Cumae.

Vägen var egentligen inte en ny väg, utan en mindre väg som byggdes om. Via Domitiana gick längs den kampanska kusten, över floden Savone och floden Volturno och till staden Volturnum varefter vägen korsade floden Clanis och nådde Liternum. Efter Liternum nådde vägen Cuma och till sist Puteoli.
Vägen skadades av Alarik I år 420 e.Kr. och förstördes av den vandaliske kungen Geiserik 455 e.Kr. Den restaurerades delvis under medeltiden.